# Побединский сельсовет (Новосибирская область)
Побединский сельсовет — сельское поселение в Усть-Таркском районе Новосибирской области Российской Федерации.
Административный центр — село Победа.

## История
Статус и границы сельского поселения установлены Законом Новосибирской области от 2 июня 2004 года № 200-ОЗ «О статусе и границах муниципальных образований Новосибирской области»

## Население
| 2002 | 2010 | 2012 | 2013 | 2014 | 2015 | 2016 |
| ---- | ---- | ---- | ---- | ---- | ---- | ---- |
| 761  | ↘526 | ↘517 | ↘493 | ↘457 | ↘434 | ↘433 |
| 2017 | 2018 | 2019 | 2020 | 2021 |      |      |
| ↗437 | ↗440 | ↘414 | ↘396 | ↗403 |      |      |

## Состав сельского поселения
| № | Населённый пункт | Тип населённого пункта       | Население |
| - | ---------------- | ---------------------------- | --------- |
| 1 | Дмитриевка       | село                         | ↘58       |
| 2 | Победа           | село, административный центр | ↘366      |
| 3 | Резино           | село                         | ↘102      |

### Упразднённые населённые пункты
Сафоновка — упразднённая в 1983 году деревня.